# Премия Алексиса де Токвиля за гуманизм
Премия Алексиса де Токвиля (фр. Prix Alexis de Tocqueville) вручается каждые два года за достижения в гуманизме и приверженности гражданским свободам в память о наследии Алексиса Токвиля. Она учреждена в 1979 году по инициативе Пьера Годефруа при поддержке Алена Пейрефита. Денежная часть премии составляет 15000 евро. Ассоциация, присуждающая премию, расположена в коммуне Валонь (Франция), депутатом от которой в своё время (1830—1851) был Токвиль.
Эту премию не следует смешивать с одноименной премией Алексиса Токвиля, присуждаемой Европейским институтом государственного управления (EIPA) в Маастрихте (Нидерланды), и одноименной же премией, учрежденной (но не вручавшейся) Американской исторической ассоциацией.

## Лауреаты
- Раймон Арон  Франция (1979)
- Дэвид Рисмэн  США (1980)
- Александр Зиновьев  СССР (1982)
- Карл Поппер  Австрия (1984)
- Луи Дюмон  Франция (1987)
- Октавио Пас  Мексика (1989)
- Франсуа Фюре  Франция (1991)
- Лешек Колаковский  Польша (1994)
- Мишель Крозье  Франция (1997)
- Дэниел Белл  США (1999)
- Пьер Асснер  Франция (2003)
- Колин Пауэлл  США (2006)
- Раймон Будон  Франция (2008)
- Збигнев Бжезинский  США (2010)
- Филипп Рено  Франция (2014)
- Генри Киссинджер (2018)[1]